# Dieter Sturm
Dieter Sturm (geboren am 24. Mai 1936 in Frankfurt am Main) ist ein deutscher Dramaturg und war 1962 Mitbegründer der Berliner Schaubühne. Sturm ist Mitglied der Berliner Akademie der Künste, Sektion Darstellende Kunst. Er lebt in Berlin.

## Leben
Dieter Sturm verbrachte die ersten Jahre seines Lebens in Frankfurt am Main. Um ihn vor Bomben zu schützen, wurde er 1944 zu seinen Großeltern am Starnberger See gebracht und verbrachte seine Kindheit nach Kriegsende bei seiner inzwischen in Erlangen lebenden Mutter.  In Berlin studierte er Germanistik, Ethnologie und Alte Geschichte.  Von 1958 bis 1961 leitete er das Studententheater der Freien Universität Berlin und war engagiertes Mitglied des SDS.  Sowohl persönlich als auch durch sein dramaturgisches Wirken kann Sturm als wichtiger Kopf der linkspolitischen Avantgarde der 1960er Jahre gelten.
Gemeinsam mit Jürgen Schitthelm, Leni Langenscheidt, Waltraut Mau und Klaus Weiffenbach gründete Sturm 1962 die Berliner Schaubühne als freie Theatergruppe, die zunächst am Halleschen Ufer in Kreuzberg probte und inszenierte. Dort begann eine intensive Zusammenarbeit mit dem Dramatiker Hartmut Lange, dort wurden die Stücke von Marieluise Fleißer wiederentdeckt und fanden Aufführungen von Stücken Bertolt Brechts statt, der in Westberlin zu der damaligen Zeit sonst nicht gespielt wurde.
Auf  Initiative von Dieter Sturm kamen 1970 der Regisseur Peter Stein und mit ihm Schauspieler wie Bruno Ganz, Edith Clever, Jutta Lampe, Werner Rehm, später Otto Sander und Peter Fitz an die Schaubühne am Halleschen Ufer. Unter ihnen entwickelte sich dieses kulturelle Zentrum der 68er-Bewegung zu einem der berühmtesten deutschen Schauspielhäuser. 1981 zogen das Theater und mit ihm Dieter Sturm in das renovierte Schaubühnen-Gebäude am Lehniner Platz um. Als leitender Dramaturg der Schaubühne stand Sturm den Schaubühnen-Intendanten Peter Stein, Luc Bondy, Jürgen Gosch und Andrea Breth sowie bedeutenden Regisseuren wie Klaus Michael Grüber zur Seite.
Im Jahr 1995  verließ Sturm die Berliner Schaubühne und wechselte zum Deutschen Theater im ehemaligen Ostberlin.  Damit kam er an den Ort, an dem er bereits 1963 fast Dramaturg geworden wäre, wäre nicht der Intendant Wolfgang Langhoff im selben Jahr aus kulturpolitischen Gründen zurückgetreten.  Dessen Sohn Thomas Langhoff, der zu dieser Zeit Intendant des Deutschen Theaters war, stand er bis 2001 als Berater zur Seite.  In den folgenden Jahren war Sturm als freier Dramaturg am Berliner Ensemble an Inszenierungen von Luc Bondy beteiligt.
Von der Zeitschrift „Theater heute“ wurde Dieter Sturm 1993 mit dem Fritz-Kortner-Preis geehrt.
Seit 2002 ist er mit Sieglinde Freiin von der Goltz (* 1940) verheiratet, die von 1962 bis 1981 mit Hagen Mueller-Stahl verheiratet war.

## Bedeutung
Dem Dramaturgen und inspirierten Literaturkenner Dieter Sturm wurde eine herausragende Bedeutung für die Theaterkultur im Nachkriegsdeutschland zugeschrieben. Er begleitete über drei Jahrzehnte die wichtigsten Inszenierungen an diesem Theater.  Besonders für die Theaterstücke seines zeitweiligen Dramaturgen-Kollegen Botho Strauß hat er sich von Anfang an engagiert und ihre Inszenierungen vorbereitet. In langen Gesprächen vor und während vieler Inszenierungen gingen wichtige Impulse von ihm aus.  Von seiner ideologischen Vergangenheit hatte er sich merklich gelöst und verstand sich nur noch als ästhetisches Gewissen des Theaters. In der Laudatio zum Kortner-Preis 1993 bescheinigte ihm Luc Bondy, dass Dieter Sturm „sicher in der Theatergeschichte jetzt schon eine Rolle hat, wie vielleicht nur seinerzeit Otto Brahm“.
Immer wieder wird von ehemaligen Kollegen die außergewöhnliche Eloquenz und intellektuelle Gewandtheit Dieter Sturms hervorgehoben, der seine rhetorische Kraft erst im Gespräch mit Regisseuren und Schauspielern voll entfaltete. Der Theaterkritiker Gerhard Stadelmaier nannte ihn einen „Fürst[en] der Buchstaben, der nie schrieb, immer nur sprach“.  Selbst brachte er in einem Interview sein Selbstverständnis als Dramaturg so zum Ausdruck: „Der Dramaturg muss im Dunkeln bleiben.“
Ein Berliner „urban myth“ ist die private Bibliothek Dieter Sturms, für deren Unterbringung er mehrere Berliner Wohnungen angemietet haben soll.
Aus einem dezidierten Interesse an Fantastischer Literatur, an „schwarzer Romantik“ und Schauerromanen verfasste Sturm in den 1990er Jahren Nachworte zu einer Ausgabe vom Charles R. Maturins „Melmoth der Wanderer“ sowie zu einer Anthologie mit Vampirgeschichten. Gemeinsam mit Michael Krüger hat er die beim Hanser-Verlag in München erschienene Reihe Bibliotheca Dracula herausgegeben.

## Bedeutende Inszenierungen (Auswahl)
Unter anderem die folgenden Inszenierungen an der Berliner Schaubühne entstanden unter Dieter Sturms Mitwirkung:
- 1972 Geschichten aus dem Wiener Wald, Regie: Klaus Michael Grüber
- 1974 Antiken-Projekt I. Übungen für Schauspieler
- 1974 Die Bakchen, von Euripides, Regie: Klaus Michael Grüber
- 1976 Shakespeares Memory, Regie: Peter Stein
- 1977 Wie es euch gefällt, von Shakespeare, Regie: Peter Stein
- 1973 Die Hypochonder, von Botho Strauß, Regie: Wilfried Minks
- 1980 Antikenprojekt II/Orestie, von Aischylos/Peter Stein, Regie: Peter Stein
- 1982 Hamlet, von Shakespeare, Regie: Klaus Michael Grüber
- 1982 Kalldewey Farce, von Botho Strauß, Regie: Luc Bondy
- 1983 Der Neger. Clownerie, von Jean Genet, Regie: Peter Stein
- 1984 Drei Schwestern, von Anton Tschechow, Regie: Peter Stein
- 1985 Der Triumph der Liebe, von Pierre Carlet de Marivaux, Regie: Luc Bondy

## Schriften
- Fremd in der Einheit. Bemerkungen von Dieter Sturm bei der Verleihung des Kortner-Preises im Deutschen Theater Berlin. In: Theater heute. 1/94.